# Dipoena bryantae
Dipoena bryantae là một loài nhện trong họ Theridiidae.
Loài này thuộc chi Dipoena. Dipoena bryantae được Arthur Merton Chickering miêu tả năm 1943.